# Tim Breukers (voetballer)
Tim Breukers (Oldenzaal, 4 november 1987) is een Nederlands voormalig profvoetballer die doorgaans als verdediger speelde.

## Carrière

### Heracles Almelo
Breukers groeide op in de Oldenzaalse wijk De Thij en is afkomstig van de amateurs van Quick 20. Zijn debuut maakte hij op 12 december 2007 tegen Feyenoord in het seizoen 2007/08. Deze wedstrijd werd met 6–0 verloren. In het seizoen 2007/08 speelde hij zes officiële duels. In het volgende seizoen zat hij in de selectie en speelde hij 27 officiële duels. De van oorsprong middenvelder werd hierbij voornamelijk gebruikt als rechtervleugelverdediger. Na lijfsbehoud in de Eredivisie in het seizoen 2008/09 bleef Breukers voor Heracles een vaste waarde. In het seizoen 2009/10 stond Breukers in alle competitiewedstrijden in de startopstelling. In het seizoen 2011/12 bereikte hij met Heracles de finale van de KNVB beker.

### FC Twente
Op 16 april 2012 werd bekend dat Breukers een contract voor drie seizoenen getekend had bij FC Twente. Breukers was de vierde speler die de overstap maakte van Heracles naar FC Twente. Epi Drost, Flip Stapper en Glynor Plet gingen hem voor. Een doorbraak bij Twente bleef uit, waarna de club hem gedurende het seizoen 2014/15 verhuurde aan Heracles Almelo.

### Terug naar Heracles
Heracles kwam in juni 2015 met Breukers een definitieve terugkeer per 1 juli 2015 overeen. Hij tekende voor twee seizoenen bij de club. Omdat zijn contract bij Twente afliep, was hij transfervrij.
Op 3 mei 2017 verlengde Breukers zijn aflopende contract met 1 jaar.

## Clubstatistieken
| Seizoen        | Club            | Competitie     | Competitie | Competitie | Beker | Beker | Internationaal1 | Internationaal1 | Overig2 | Overig2 | Totaal | Totaal |
| Seizoen        | Club            | Competitie     | Wed.       | Dlp.       | Wed.  | Dlp.  | Wed.            | Dlp.            | Wed.    | Dlp.    | Wed.   | Dlp.   |
| -------------- | --------------- | -------------- | ---------- | ---------- | ----- | ----- | --------------- | --------------- | ------- | ------- | ------ | ------ |
| 2007/08        | Heracles Almelo | Eredivisie     | 6          | 0          | 0     | 0     | —               | —               | —       | —       | 6      | 0      |
| 2008/09        | Heracles Almelo | Eredivisie     | 27         | 0          | 1     | 0     | —               | —               | —       | —       | 28     | 0      |
| 2009/10        | Heracles Almelo | Eredivisie     | 34         | 0          | 3     | 0     | —               | —               | 2       | 0       | 39     | 0      |
| 2010/11        | Heracles Almelo | Eredivisie     | 32         | 0          | 2     | 0     | —               | —               | 2       | 0       | 36     | 0      |
| 2011/12        | Heracles Almelo | Eredivisie     | 31         | 0          | 6     | 0     | —               | —               | —       | —       | 37     | 0      |
| 2012/13        | FC Twente       | Eredivisie     | 13         | 0          | 1     | 0     | 5               | 0               | —       | —       | 19     | 0      |
| 2013/14        | FC Twente       | Eredivisie     | 5          | 0          | 0     | 0     | 0               | 0               | —       | —       | 5      | 0      |
| 2013/14        | Jong FC Twente  | Eerste divisie | 11         | 0          | 0     | 0     | 0               | 0               | —       | —       | 11     | 0      |
| 2014/15        | FC Twente       | Eredivisie     | 5          | 0          | 0     | 0     | 0               | 0               | —       | —       | 5      | 0      |
| 2014/15        | Heracles Almelo | Eredivisie     | 15         | 0          | 1     | 1     | 0               | 0               | —       | —       | 16     | 1      |
| 2015/16        | Heracles Almelo | Eredivisie     | 5          | 0          | 1     | 1     | 0               | 0               | 2       | 0       | 8      | 1      |
| 2016/17        | Heracles Almelo | Eredivisie     | 25         | 0          | 2     | 0     | 2               | 0               | —       | —       | 29     | 0      |
| 2017/18        | Heracles Almelo | Eredivisie     | 30         | 1          | 2     | 1     | 0               | 0               | —       | —       | 32     | 2      |
| 2018/19        | Heracles Almelo | Eredivisie     | 26         | 0          | 0     | 0     | 0               | 0               | 2       | 0       | 28     | 0      |
| 2019/20        | Heracles Almelo | Eredivisie     | 17         | 0          | 3     | 1     | 0               | 0               | 0       | 0       | 20     | 1      |
| 2020/21        | Heracles Almelo | Eredivisie     | 26         | 0          | 2     | 0     | 0               | 0               | 0       | 0       | 28     | 0      |
| Carrièretotaal | Carrièretotaal  | Carrièretotaal | 308        | 1          | 24    | 4     | 7               | 0               | 8       | 0       | 347    | 5      |

Bijgewerkt op 23 juli 2021.